# Huanghai MPC 30
Huanghai MPC 30 bezeichnet einen Mehrzweck-Frachtschiffstyp der in Singapur ansässigen Reederei Austral Asia Line (AAL). Die Schiffe des Typs bilden dort die A-Klasse.

## Geschichte
Von dem Schiffstyp wurden zwischen 2009 und 2014 zehn Einheiten auf der chinesischen Werft Huanghai Shipbuilding Co. in Weihai gebaut. Auftraggeber war die Schoeller Holdings. Die Schiffe werden von der zur Schoeller Holdings gehörenden Reederei Austral Asia Line betrieben und von Columbia Shipmanagement bereedert.

## Beschreibung
Der Entwurf des Bautyps fußt auf den seit 2001 für die Reederei Rickmers gebauten Superflex-Heavy-MPC-Einheiten. Die AAL-Schiffe werden von einem Zweitakt-Siebenzylinder-Dieselmotor des Typs Wärtsilä 7RT-flex50 mit 11.620 kW Leistung angetrieben. Der Motor wirkt auf einen Festpropeller. Für die Stromerzeugung stehen drei von Wärtsilä-Dieselmotoren des Typs W6L62 mit jeweils 975 kW Leistung angetriebene Generatoren zur Verfügung. Weiterhin wurde ein von einem Cummins-Dieselmotor des Typs 6CTA8.3D angetriebener Notgenerator verbaut. Die Schiffe sind mit einem mit 1.100 kW Leistung angetriebenen Bugstrahlruder ausgestattet.
Die Schiffe verfügen über fünf Laderäume. Die Gesamtkapazität der Laderäume beträgt knapp 39.510 m². Die Laderäume 2 und 3 können mit Zwischendecks in der Höhe unterteilt werden. Die Zwischendecks können in vier Positionen eingehängt werden. Die Tankdecke der Laderäume ist verstärkt und kann mit 22 t/m² belastet werden. Die Zwischendecks können mit 4 t/m², die Lukendeckel mit 3 t/m² belastet werden. Vor dem Laderaum 1 befindet sich ein Wellenbrecher zum Schutz vor überkommendem Wasser.
Die Schiffe sind mit vier NMF-Kranen ausgerüstet. Kran 1 und Kran 4 sind mittschiffs zwischen Luke 1 und 2 bzw. Luke 4 und 5 installiert, Kran 2 und 3 befinden sich auf der Backbordseite der Schiffe zwischen Luke 2 und 3 bzw. 3 und 4. Kran 1 kann 50 t heben, Kran 2 und 3 können jeweils 350 t heben und Kran 4 kann 100 t heben. Die Krane 2 und 3 bzw. 3 und 4 können kombiniert werden und dann 700 bzw. 450 t heben. Zum Ausgleich der Krängung bei Lade- oder Löschoperationen sind die Schiffe mit Anti-Heeling-Systemen ausgestattet.
Die Schiffe sind für den Transport von Containern ausgerüstet. Die Containerkapazität beträgt 2019 TEU. Davon können 910 TEU in den Laderäumen und 1109 TEU an Deck befördert werden. Bei homogener Beladung mit 14 t schweren Containern können 1350 TEU geladen werden. Für Kühlcontainer stehen 145 Anschlüsse zur Verfügung.
Das Deckshaus befindet sich im hinteren Bereich der Schiffe. Hinter dem Deckshaus befindet sich ein Freifallrettungsboot.

## Schiffe
| Huanghai MPC 30 | Huanghai MPC 30 | Huanghai MPC 30 | Huanghai MPC 30                                       | Huanghai MPC 30                      |
| Bauname         | Bau- nummer     | IMO- Nummer     | Kiellegung Stapellauf Ablieferung                     | Spätere Namen und Verbleib           |
| --------------- | --------------- | --------------- | ----------------------------------------------------- | ------------------------------------ |
| AAL Brisbane    | HCY-93          | 9498341         | 1. September 2009 2. April 2010 15. Dezember 2010     |                                      |
| AAL Kembla      | HCY-94          | 9498353         | 28. Dezember 2009 10. September 2010 11. Juli 2011    |                                      |
| AAL Singapore   | HCY-95          | 9498365         | 28. Dezember 2009 12. April 2011 17. Oktober 2011     |                                      |
| AAL Shanghai    | HCY-96          | 9498377         | 28. Dezember 2009 13. September 2011 23. März 2012    |                                      |
| AAL Pusan       | HCY-97          | 9498389         | 28. Dezember 2009 17. Januar 2012 25. Juni 2012       |                                      |
| AAL Kobe        | HCY-98          | 9498444         | 28. Dezember 2009 17. Mai 1012 23. Oktober 2012       | 2012: Hyundai Seoul, 2014: AAL Kobe  |
| AAL Melbourne   | HCY-99          | 9498456         | 28. Dezember 2009 1. September 2012 23. Januar 2013   | 2013: Hyundai Incheon, AAL Melbourne |
| AAL Hong Kong   | HCY-100         | 9498468         | 28. Dezember 2009 5. Januar 2013 25. Juni 2013        |                                      |
| AAL Dalian      | HCY-101         | 9498470         | 28. Dezember 2009 17. Mai 2013 13. November 2013      |                                      |
| AAL Newcastle   | HCY-102         | 9498482         | 28. Dezember 2009 12. September 2013 20. Februar 2014 | 2024: Bahri Diriyah                  |

Die Schiffe werden unter den Flaggen Liberias bzw. Zyperns betrieben.